# Фишер фон Вальдгейм, Александр Григорьевич
Алекса́ндр Григо́рьевич Фи́шер фон Ва́льдгейм (24 апреля [6 мая] 1803, Майнц, Германия — 13 [25] июля 1884, Москва) — русский ботаник, заслуженный профессор и почётный член Московского университета, доктор медицины, тайный советник.
Отец Александра Александровича Фишера фон Вальдгейма.

## Биография
В 1804 году приехал в Москву из Германии вместе с отцом Г. И. Фишером фон Вальдгеймом. Окончив курс в гимназии, затем в университетском Благородном пансионе, в 1817 году он поступил в Московский университет, где прослушал полный курс наук сперва на физико-математическом отделении по кафедре ботаники (ученик Г. Ф. Гофмана), а потом на медицинском. В 1819 году, по окончании курса естественных наук, он написал сочинение под заглавием «Dе interna plantarum fabrica», за которое был награждён золотой медалью и в 1820 году получил степень кандидата университета. Его сочинение, напечатанное за счёт университета, было принято как руководство при лекциях об анатомии растений.
Вскоре после блестящей защиты, в 1825 году, диссертации «Tractatus anatomico-physiologicus de auditu hominis» на степень доктора медицины А. Г. Фишер в должности адъюнкт-профессора «по части ботаники и фармакологии» с февраля 1826 года начал чтение лекций в московском отделении Медико-хирургической академии. В том же году он стал читать в Московском университете курс ботаники, а с августа 1828 года — естественную историю на медицинском факультете; в течение трёх лет был секретарём физико-математического факультета. С февраля 1830 года — ординарный профессор ботаники и фармакологиив Медико-хирургической академии, с 1832 года там же — ординарный профессор зоологии.
В 1832 году избран ординарным профессором зоологии Московского университета на место своего отца. В 1832—1834 годах заведовал естественно-историческим музеем московского университета; в 1834 году перешёл на кафедру ботаники и стал заведовать Ботаническим садом университета (до 1865 года).
В 1839 году Фишер читал в Медико-хирургической академии курс рецептуры и полный курс общей терапии. Произведённый в 1841 году в звание академика той же академии, он оставался на службе до следующего года.
На Фишера во время его профессорской деятельности, кроме преподавания, возлагались разные служебные обязанности. Три года последовательно он был избираем в члены бывшего при Московском университете училищного совета (1833—1835), состоял членом от университета в Высочайше утверждённой комиссии для исследования злоупотреблений по чайной торговле (1845); два раза был избираем проректором университета, в 1850—1853 годах состоял деканом физико-математического факультета. С 1840 по 1850 год он был инспектором частных учебных заведений в Москве.
Дальнейшая учёная деятельность его была посвящена Московскому университету, в котором он прослужил почти сорок лет; преподавал студентам медицинского и физико-математического факультетов. Но и с выходом в отставку в августе 1865 года он продолжал трудиться на пользу науки. В 1853 году, после смерти своего отца, он стал директором и вице-президентом Императорского Московского общества испытателей природы, — в течение более 30 лет он посвящал свою деятельность этому обществу, возникшему по почину его отца. Заслуженный профессор Московского университета (1855).
Несмотря на обширные и разносторонние познания и глубокий критический ум, Фишер редко решался выступать в печати.
В работе «Notice sur l’accroissement du tronc des dicotylédones» Фишер на 10 лет опередил А. Декандоля, высказав догадку о необходимости при объяснении нарастания лесины двудольных деревьев принимать порознь во внимание происхождение каждого из обоих элементов её ткани. В труде «Notice sur les avantages des micromètres au foyer de l’oculaire dans les microscopes composés etc.» указывается на несомненные преимущества микроскопического измерения пред другими. Сочинение «Le microscope pancratique» (1841) явилось результатом многолетних попыток Фишера усовершенствовать микроскоп, он придумал устройство панкратического микроскопа, выполненного по его мысли в 1839 году французским оптиком Ш. Шевалье. Преимущества этого микроскопа были настолько значительны, что парижский Атеней искусств присудил изобретателю высшую награду и избрал его в свои действительные члены; а после лестного отзыва Санкт-Петербургской академии наук Московское общество испытателей природы наградило его золотою медалью, нарочно на этот случай выбитою.
Фишер состоял членом многих русских и иностранных учёных обществ и учреждений; в 1884 году Московское общество испытателей природы учредило постоянную ботаническую премию его имени.

## Научные труды
- Notice sur l’accroissement du tronc des dicotylédones // Bull. de la société des natural. de Moscou. — 1829.
- Notice sur les avantages des micromètres au foyer de l’oculaire dans les microscopes composés etc. // Bull. de la société des natural. de Moscou. — 1838.
- Le microscope pancratique. — M., 1841.